# Ивановское (Новомосковский административный округ)
Ива́новское — бывшее село. Находится в южной части поселения Сосенское Новомосковского административного округа Москвы.

## История
В 17 веке входило в состав Сосенского стана Московского уезда, позже, в 19 веке — в состав Подольского уезда Московской губернии.
В 1628 году — сельцо Ивановское, поместье князя Фёдора Телятевского, получившего его в наследство от своего отца Андрея Телятевского.
В 1644 году было дано в поместье боярину Фёдору Одоевскому, от которого после его кончины в 1656 году переходит к его сыну, Василию Одоевскому. При нём была построена первоначальная деревянная церковь в Ивановском. За Василием Фёдоровичем в Ивановском числились 4 двора задворных людей с 25-ю людьми челяди, 25 бобыльских дворов со 103 людьми безземельных бобылей; помимо этого в Ивановскую вотчину входили деревни Губкино и Долгая Язвенка, в которых жило 128 душ крестьян. В 1673—1707 годах князьями Одоевскими прикуплено к Ивановской вотчине множество соседних земель: у княгини Анисьи Фёдоровны Лобановы-Ростовской деревня Долгая Язвенка с 4 бобыльскими дворами, полупустоши Язвенка (Щиборово), Борошня (Колесниково), Волково и Красино (Крысино), бывшее за отцом княгини Фёдором Олябьевым, а также полупустоши Левинская и Волково (Хохлово) в Молоцком стане на речке Язвенке и другие половины тех же пустошей, купленные у других помещиков. Помимо этого в Ивановскую вотчину входили пустоши Юрово, Кашино и Нелькино (Немкино).
После смерти Василия Одоевского в 1686 году Ивановская вотчина переходит к его деду, известному боярину Никите Одоевскому. После смерти Никиты Одоевского, Ивановская вотчина оказалась разделённой между Михаилом и Василием Юрьевичам Одоевскими. После их смерти эти две половины достались их сыновьям, Ивану Васильевичу и Ивану Михайловичу. При них была построена каменная Введенская церковь в Ивановском, просуществовашая длительное время, в которой была устроена семейная усыпальня князей Одоевских. По смерти Ивана Михайловича Одоевского вотчина переходит к его сыну Петру, известному московскому благотворителю. Пётр Иванович пожаловал Ивановское и Губкино московскому Человеколюбивому Обществу, которое продало на слом все строения бывшей княжеской усадьбы.
Половина же Ивана Васильевича Одоевского перешла его дочери, Варваре Ивановне, вышедшей замуж за знаменского вотчинника князя Дмитрия Юрьевича Трубецкого, от чего эта половина перешла к селу Знаменскому. В Ивановском были сады, оранжереи, усадьба с тремя прудами, мельница на речке Варварке, конные и скотные дворы и шляпочная фабрика. В половине, принадлежавшей князьям Трубецким находились, помимо полсела Ивановского, деревни Язва, Гавриково, Щиборово и Высокая.
К 1895 году Ивановское превратилось в погост со старой, выстроенной ещё при Одоевских каменной церковью Введения во храм Пресвятой Богородицы с приделом во имя Николая Чудотворца, в котором оставался скотный двор. Ивановский погост продолжал существовать и в 1920-е годы. К этому моменту в Ивановском существовал некий хутор Сарычевой с аллеей. От Ивановского шли ныне не существующие дорожки в Столбово, Губкино и Потапово. Ивановское находилось в поле к югу от речки Варварки, к северу, за речкой, начинался лес, тянувшийся до Столбово и перераставший далее в Битцевский лес. К востоку находился небольшой ныне не существующий перелесок посреди поля, за полем и перелеском — почти полностью вырубленный в 2000-е Белкин лес. К западу также находился небольшой лес, ныне почти полностью застроенный КП Президент, к югу — поля вокруг деревни Потапово с перелесками между Потапово и Губкино, сохранившимися до сих пор.
В конце 19 века Ивановский погост был в составе Десёнской волости Подольского уезда.
К 1940-м годам Ивановский погост был окончательно покинут жителями и был закрыт. Церковь и кладбище при ней находились в заброшенном состоянии. Перелесок к востоку от Ивановского и небольшая часть леса к северу от речки Варварки были снесены; на их месте появились поля, использовавшиеся совхозом «Коммунарка». Для орошения этих полей около 1975 года у заброшенного погоста был вырыт Ивановский пруд, прозванный местными старожилами «Дамбой» (старые пруды сельца Ивановского к тому времени исчезли). В 1960-е годы на одном из полей вблизи Ивановского были основаны садовые участки «Юннат», существующие и до сих пор.
В 1929 году Ивановский погост вместе с населёнными пунктами Десёнской волости вошёл в состав Красно-Пахорского района Московской области. В 1957 году Красно-Пахорский район был ликвидирован, а заброшенный Ивановский погост, как и все населённые пункты Сосенского сельсовета (в которое вошло Ивановское) стал частью Ленинского района.
В 1990-е годы Ивановское кладбище было реанимировано и на нём вновь стали хоронить людей. В память о разрушенной к этому моменту Введенской церкви на Ивановском погосте была создана Введенская часовня. Помимо этого в память об Ивановском погосте на кладбище стоит мемориальный камень.
В 2012 году Ивановское кладбище вошло вместе со всем Сосенским сельским поселением в состав Новомосковского административного округа города Москвы.
В 2008 году племзавод Коммунарка был ликвидирован. Перед этим многие его земли были проданы застройщикам. Среди них оказались и поля вокруг Ивановского. В 2013 году на месте Ивановского хутора появляется КП Президент, а в 2014 году вводятся корпуса многоэтажного жилого комплекса «Бунинский» от ПИК. В 2014—2015 годах сюда продлевается главная улица посёлка Коммунарка, получившая название в честь директора совхоза «Коммунарка» Александры Монаховой. В 2015 году бывший Белкин лес оказывается застроен ЖК «Бутовские Аллеи» от того же ПИК, а в 2017 году ПИК строит первую очередь ЖК «Бунинские Луга». В настоящее время (на май 2021 года) ПИК ввёл часть корпусов второй очереди ЖК «Бунинские Луга» и планирует сдать третью очередь «Бунинских Лугов». В 2021 году продолжается строительство участка автодороги «Солнцево-Бутово-Варшавское шоссе» и продления Сокольнической линии метро до станции «Новомосковская».
Вблизи бывшего села Ивановского находятся улица Александры Монаховой, Барбарисовая улица СНТ Победа-Потапово, проектируемые проезды № 941, № 7046, № 7048, № 7089, № 7090, № 7091, № 7093, № 7094, № 7097, проспект Куприна, улица Потаповская Роща, улица Геологов, улица Старателей, и автодорога Солнцево-Бутово-Варшавское шоссе. В 2020 году в ходе присвоения наименования «проспект Куприна» автодороге Коммунарка-Ямонтово появилась инициатива увековечить Ивановское в топонимии Москве. На данный момент Советом Депутатов поселения Сосенское поддержано и направлено в Городскую комиссию по наименованию улиц предложение о присвоении наименования проектируемым проездам № 941, № 7046 и № 7048 «улица Ивановские Пруды».